# Герман
Вижте пояснителната страница за други значения на Герман.
Герман е село в Западна България. То се намира в район Панчарево на Столична община, област София.

## География
Село Герман е разположено на десния бряг на р. Искър, там където реката напуска дефилето при с. Панчарево и навлиза в Софийското поле. То отстои на 14 км югоизточно от центъра на София и на 7 км източно от ж.к. „Младост“. Землището му граничи на изток с това на Лозен, на запад с р. Искър и бившето землище на Горубляне, на юг с Панчаревското езеро и землищата на селата Кокаляне и Панчарево и на север с Цариградско шосе и царския дворец „Врана“ (Чифлик Чардаклия).
Землището е дълго от север към юг около 8 км и широко от изток към запад около 4 км. Първата част от землището – северната част, с площ около 9 хил. декара е равна, с черноземна и глинесто-песъчлива плодородна почва. Там са нивите, ливадите, овощните и зеленчуковите градини на селото. Втората част – средната, е хълмиста с много долове, поляни, пасбища, ниви и ливади. Третата част на землището – южната, е планинска и е покрита с дъбови, букови, габърови и лескови гори. Из нея има много горски ливади и пасища.
Землището е разделено на много местности. Имената им са следните: Ливадето, Барата, Могилите, Калето, Бачовица, Габеро, Шамако, Смърдльо, Лаго, Бустаньете, Керемидница, Ридо, Лозето, Манастирска кория, Манастирски шамак, Солена вода, Гървилички дол, Бегличка лагуна, Водни дол, Бабина Могила, Пейова стрън, Дупките, Земнико, Фармазоница, Тойкини ливади, Томова сея, Мурджовица, Пункьовица, Бранов кладенец, Белата земя, Голи рид, Голио рид, Трабежо, Царева кория, Страньето, Мариова могила, Просеченик, Свинички дол, Урнова падина, Аламаново гуно, Бачуло, Усоето, Страноев гьол, Гатев гьол, Арнаутска ливада, Копчилийски рид, Манафино, Сличищата, Беликови могили, Бабин дол, Кютуко, Гражданье, Фетишица и Гарван камик.
Село Герман има продълговата форма, къщите му са разположени от двете страни на главната улица „Патриарх Герман“, която при изхода от селото пресича околовръстния път, минава през м. „Царска Кория“ и „Ливагето“ и се съединява с Цариградско шосе.
Герман има 3 махали:
- Горна ма'ала: В нея се намират сградите на 84 ОУ „Васил Левски“, църквата „Св. Николай Летни“, читалището „Св. Иван Рилски-1926“ и сградата на кметството;
- Средна ма'ала: Тук се намират градинката и недействащата чешма „Чучуро“.;
- Долна ма'ала: Площад Юрто.

## История
Герман е старо селище. В средновековните документи е означено като крепост.

## Културни и природни забележителности
Германският манастир е най-старият манастир в Софийската Света гора, строен е през 10 век, и носи името на българския светец Иван Рилски.
Легендата разказва, че Йоан Рилски ожаднял докато минавал през Лозенската планина. Затова се спрял да си отдъхне, погледнал към небето и се помолил за вода. Желанието му се изпълнило и изпод земята бликнала вода. Така се родил животворният извор, намиращ се в двора на светата обител. През 1928 г. бъдещият български екзарх Стефан дарява Германският манастир на Ефория „Зограф" и по решение на Софийския епархийски съвет той е отреден за подворие на българския Зографски манастир „Св. вмчк. Георги Победоносец". В него се подготвяли монаси за служба в Атон. Днес в манастира отсядат атонски монаси.В манастира има двама монаси - игуменът Пимен и йеромонах Висарион в схима Димитрий.
Пътят до манастира е доста дълъг, затова много хора отиващи там се отбиват да поседнат под сянката на манастирската лоза. Също както изворчето, така и лозницата си има своя легенда, свързана с големия български поет Елин Пелин, творил под нейната сянка. Тук, в Германския манастир, се е родила неговата всеизвестна творба „Под манастирската лоза“.
Но разбира се ролята на светата обител в историята на България не свършва тук. Ктитори на манастира са били цар Фердинанд I и цар Борис III. В черквата на манастира, ден преди Сръбско-българската война са били осветени бойните знамена, с които българската армия тръгва на бой срещу сърбите. И както свидетелстват старите ръкописи, нито едно знаме не е попаднало във вражески ръце.

## Редовни събития
- 24 май – събор в село Герман

## Транспорт
Село Герман се обслужва от 2 линии на софийския градски транспорт: автобус 8 и електробусна линия 6.

## Местен диалект
Говорът на хората от с. Герман е спадал към западните български говори и с точност към Шопския/ Софийския – „Ъ“ говор", като към днешна дата повечето от жителите използват повсеместно говоримия български език!
Примери:
- Немой да окаш! – Недей да викаш!
- Ч'идем у градо! – Ще ходя в града!
- Цетата сядоа мачката – Кучетата нападнаха котката
- Он сака да прерипне дуваро – Той иска да прескочи оградата
- Ората че зинат връз них – Хората ще викнат срещу тях
- Разшетари низсело возсело – Скита по селото
- Арни ли сте? – Добре ли сте?
- Оти си наврел кошулята на опако? – Защо си си облякъл ризата на обратно?
- Оти забуварих! – Защото забравих!
- Що чиниш? – Какво правиш?
- Е, па? – Ами?

## Галерия
- Читалище „Св. Иван Рилски“
- 84-то основно училище „Васил Левски“
- Паметникът на загиналите във войните